# Zelotes gladius
Zelotes gladius är en spindelart som beskrevs av Takahide Kamura 1999. Zelotes gladius ingår i släktet Zelotes och familjen plattbuksspindlar. Inga underarter finns listade i Catalogue of Life.